# Бескоспинский сельский округ
Бескоспинский сельский округ (каз. Бесқоспа ауылдық округі) — административно-территориальное образование в Алгинском районе Актюбинской области.

## История
По состоянию на 1989 год именовался как Максимо-Горьковского сельсовет.

## Населённые пункты
В состав Бескоспинского сельского округа входит 2 села: Есета батыра Кокиулы (1458 жителей), Кзылту (110 жителей).
Ранее в состав сельского округа входили ныне упразднённые населённые пункты — село Темрей и село Табантал. Упразднены ввиду малой численности населения.

## Население

### Динамика численности
| Численность населения | Численность населения | Численность населения |
| 1989                  | 1999                  | 2009                  |
| --------------------- | --------------------- | --------------------- |
| 1559                  | ↗1907                 | ↘1649                 |

Снижение численности населения за межпереписной период обусловлена оттоком населения в более крупные населённые пункты.

### Численность населения[1][2][3]
| № | Населённый пункт        | Перепись населения 1989 | Перепись населения 1999 | Перепись населения 2009 |
| - | ----------------------- | ----------------------- | ----------------------- | ----------------------- |
| 1 | с. Есета батыра Кокиулы | 1357                    | 1585                    | 1458                    |
| 2 | с. Кзылту               | —                       | 76                      | 110                     |
| 3 | с. Темрей               | 202                     | 189                     | 81                      |
| 4 | с. Табантал             | —                       | 57                      | —                       |
|   | Всего                   | 1559                    | 1907                    | 1649                    |